# Shinji Fujiyoshi
Shinji Fujiyoshi (født 3. april 1970) er en tidligere japansk fodboldspiller.
Han har spillet for flere forskellige klubber i sin karriere, herunder Verdy Kawasaki, Kyoto Purple Sanga og Vegalta Sendai.